# Meteor (Schiff, 1986)
Die Meteor ist ein multi-disziplinäres Forschungsschiff, das der deutschen Hochseeforschung auch in Zusammenarbeit mit anderen Ländern auf diesem Gebiet dient. Als Betreiber fungiert die Leitstelle Deutsche Forschungsschiffe der Universität Hamburg.

## Geschichte
Die Meteor ist das dritte deutsche Forschungsschiff dieses Namens. Ihre Vorgänger waren die 1924 von der Reichsmarine in Dienst gestellte und nach dem Ende des Zweiten Weltkriegs als Reparationsleistung an die Sowjetunion abgegebene Meteor und die von 1964 bis 1985 vom Deutschen Hydrographischen Institut (DHI) betriebene Meteor. Sie wurde 1985/86 auf der Schlichting-Werft in Travemünde unter der Baunummer 2030 gebaut. Die Kiellegung fand am 13. März 1985, der Stapellauf am 3. September 1985 statt. Das Schiff wurde im Februar 1986 fertiggestellt und am 15. März 1986 in Dienst gestellt. Es ermöglicht Wissenschaftlern aus Hochschulen und anderen Forschungseinrichtungen der deutschen Länder und des Bundes grundlagenbezogene Forschung und wird ständig modernisiert.

## Beschreibung
Eigner des Schiffes ist die Bundesrepublik Deutschland, vertreten durch das Bundesministerium für Bildung und Forschung (BMBF), das auch für die Baukosten aufkam. Die Betriebskosten (einschließlich Ausrüstung, Reparatur, Stammpersonal) werden entsprechend der Nutzung zu 70 Prozent von der Deutschen Forschungsgemeinschaft (DFG) als sogenannte Hilfseinrichtung der Forschung und zu 30 Prozent vom BMBF getragen. Die Koordination der wissenschaftlichen Fahrtplanung lag bis 2017 bei der Senatskommission für Ozeanographie als Planungs- und Betreuungsstelle der Aktivitäten der DFG in der Meeresforschung und wurde danach von dem vom Bundesministerium für Bildung und Forschung und der Deutschen Forschungsgemeinschaft eingesetzten Gutachterpanel Forschungsschiffe (GPF) übernommen. Die wissenschaftlich-technische, logistische und finanzielle Vorbereitung, Abwicklung und Betreuung des Schiffsbetriebes erfolgt durch die Leitstelle Deutsche Forschungsschiffe am Institut für Geologie der Universität Hamburg. Die Bereederung erfolgt bis Ende 2012 durch die Reederei F. Laeisz (Bremerhaven). Die Ausschreibung für die Bereederung des Schiffes ab 2013 hat das in Leer ansässige Unternehmen Briese Schiffahrt gewonnen.
Zum weltweiten Einsatz kommt die Meteor auf den Gebieten der Meeresgeologie, Ozeanographie, maritimen Biologie, Meereschemie und Ökologie.

## Technische Daten und Ausstattung
Der Antrieb des Schiffes erfolgt dieselelektrisch. Als Fahrmotoren stehen zwei Elektromotoren des Herstellers LDW Abwicklungs GmbH in Bremen mit jeweils 1.150 kW Leistung zur Verfügung, die direkt auf den Festpropeller wirken.

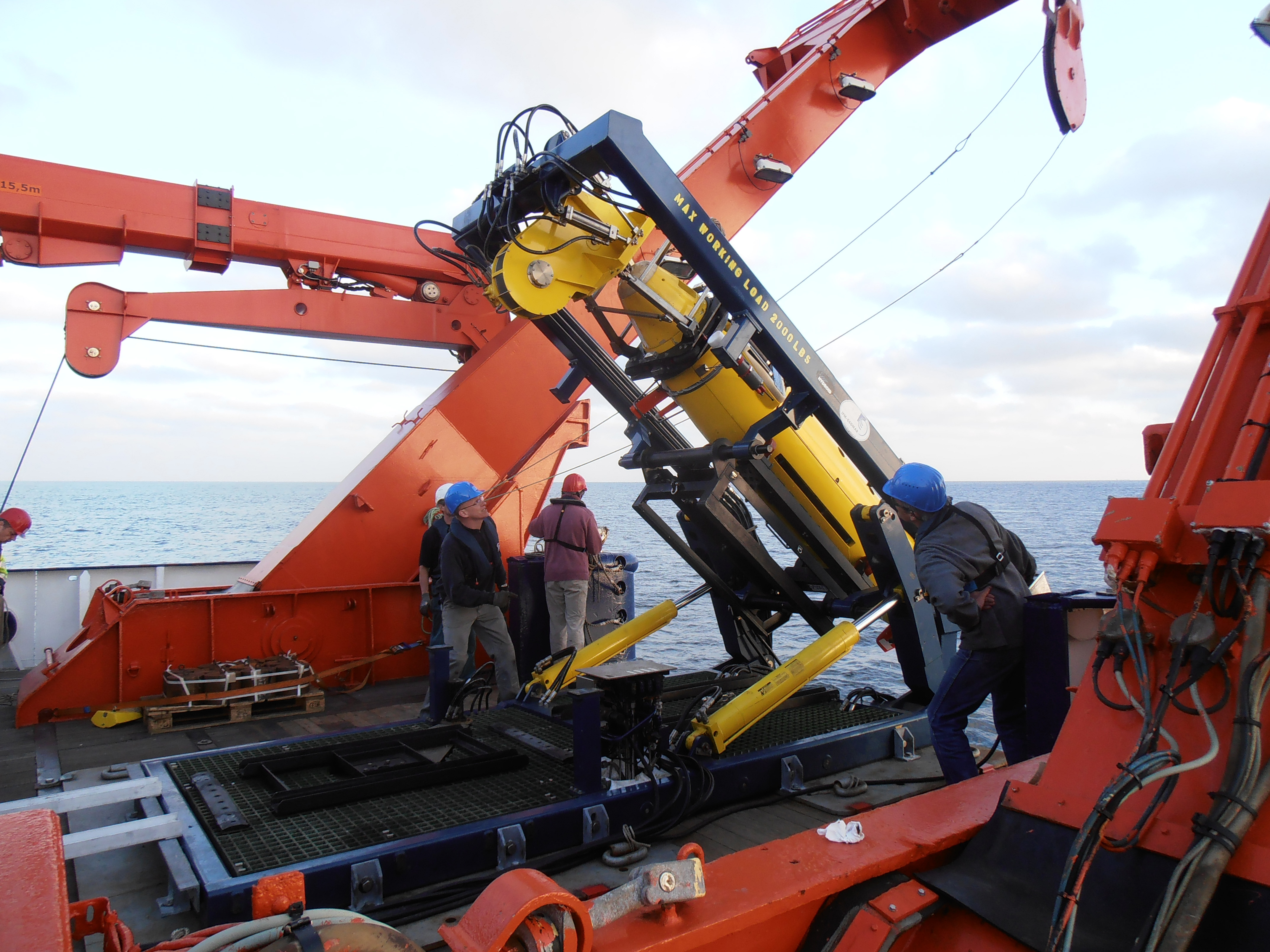
Einholen des ferngesteuerten U-Boots am Heckgalgen der Meteor

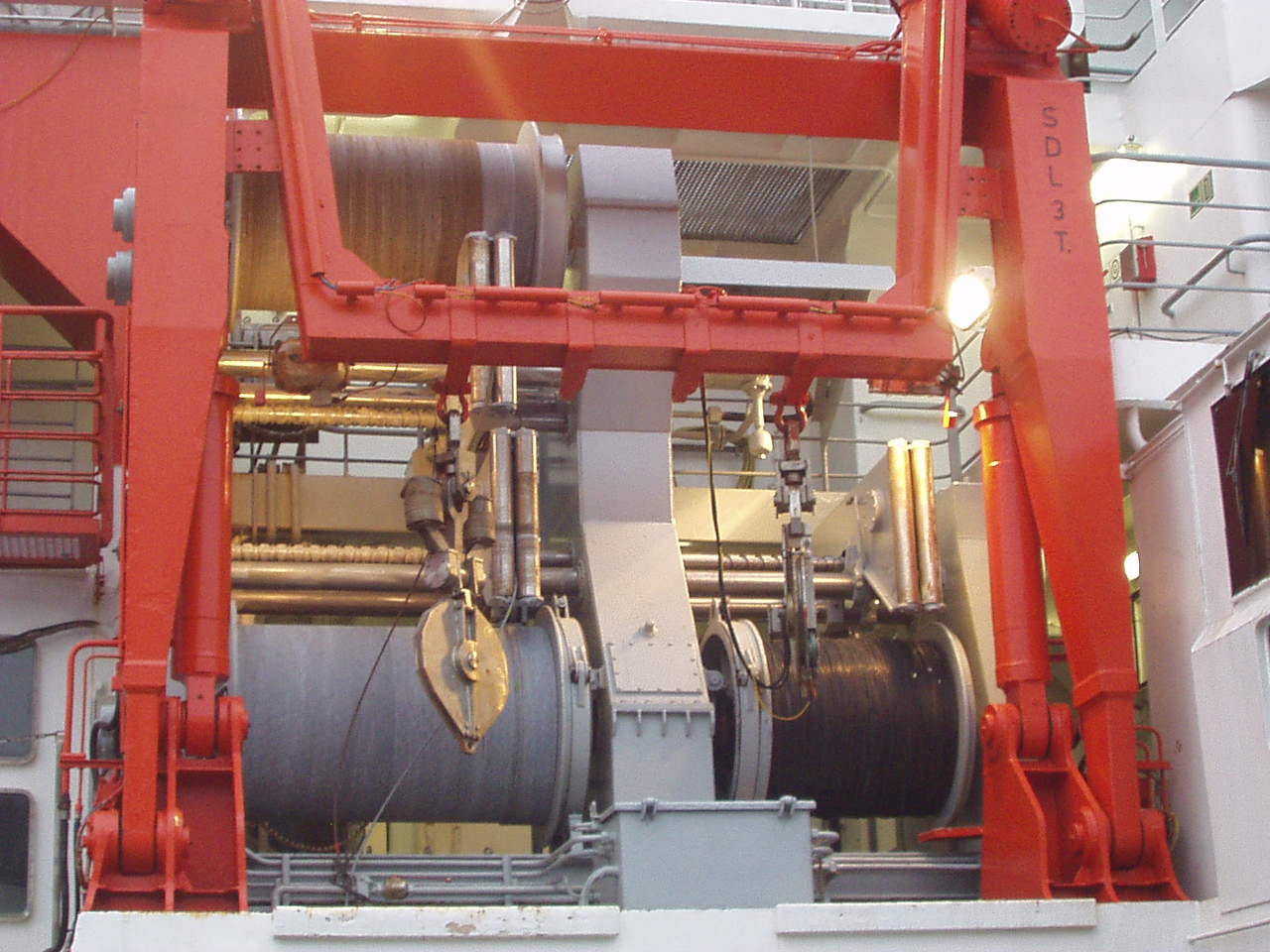
Winden auf der Meteor

Für die Stromversorgung stehen vier Generatorsätze zur Verfügung. Vier Dieselmotoren mit jeweils 1.000 kW Leistung treiben vier Drehstromgeneratoren mit jeweils 1.350 kVA Scheinleistung an. Für den Hafenbetrieb steht ein Dieselaggregat mit 342 kW (390 kVA Scheinleistung) zur Verfügung. Der Notdiesel leistet 81,9 kW (Scheinleistung 93 kVA).
Für die Wissenschaft stehen an Bord 20 Labore zur Verfügung. Weiterhin verfügt das Schiff für die Forschung über mehrere Winden sowie verschiedene Kräne, darunter ein Heckgalgen. Auch Unterwassergleiter werden von Bord der Meteor aus eingesetzt. sowie Lander. Darüber hinaus ist das Schiff für wissenschaftliche Zwecke u. a. mit Echolotanlagen ausgerüstet.
An Bord sind mehrere Stellplätze für 10- und 20-Fuß-ISO-Container vorhanden. Auf dem Hauptdeck kann auch ein 40-Fuß-Container geladen werden.
Die Meteor bietet Unterkunft für 32 Besatzungsmitglieder sowie 28 Wissenschaftler und bis zu zwei Mitarbeiter des Deutschen Wetterdienstes, die verantwortlich für die Bordwetterwarte sind. Ein Wetterfunktechniker befindet sich dabei ständig an Bord, bei Bedarf  auch ein Meteorologe.
Für die Wissenschaftler stehen 13 Doppelkabinen sowie zwei Einzelkabinen zur Verfügung, für die Mitarbeiter des Deutschen Wetterdienstes zwei weitere Einzelkabinen.
Das Schiff kann 45 bis 50 Tage ununterbrochen auf See bleiben und dabei 10.000 Seemeilen zurücklegen.

## Aufnahme
Nach dem Schiff ist die Protisten-Gattung Meteora benannt. Diese Mikroben wurden – wie 2002 veröffentlicht – in einer Probe gefunden, die im Dezember 1997 auf der 40. Expedition des Schiffes im Sporadenbecken in 1.230 Metern Tiefe entnommen wurde.

## Neubau
Die Ausschreibung für einen Nachfolger für die Meteor, der im Jahr 2024 in Dienst gehen sollte, sollte im Juni 2020 beginnen. Den Zuschlag erhielt im Rahmen einer europaweiten Ausschreibung im Dezember 2021 die Bietergemeinschaft Meyer-Fassmer-Spezialschiffbau, bestehend aus Meyer Werft und Fr. Fassmer. Das Schiff, das nun erst 2026 in Dienst gehen soll, ersetzt die Meteor und die bereits außer Dienst gestellte Poseidon. Es entsteht unter der Baunummer S.726 bei der Meyer Werft in Papenburg, das Maschinenraummodul entstand bei der Neptun Werft in Warnemünde. Die neue Meteor IV wäre dann das vierte deutsche Forschungsschiff dieses Namens und das erste ausgestattet mit Voith-Schneider-Propeller.

## Film und Fernsehen
Über die Forschungsexpeditionen auf der Meteor wurden diverse TV-Beiträge gedreht. 2024 war der Filmemacher Moritz Boll fünf Wochen an Bord der Meteor und hat eine Arte-Reportage über das Leben auf einem Forschungsschiff gedreht. Der Film Ein Team, eine Mission, fünf Wochen im Atlantik (Arte, 2025) bietet unter anderem Einblicke in den Forschungsalltag, den Maschinenraum und die persönlichen Geschichten der Besatzung, wie dem Schiffsarzt Dr. Thomas Kuntz und dem leitenden Ingenieur Volker Hartig.
- Josef Turecek: Meteor im Nordmeer - Bericht über eine Forschungsreise
- Moritz Boll: Re: Ein Team, eine Mission, fünf Wochen im Atlantik